# Ingyenes FPS-videójátékok listája
Ez egy válogatott lista az ingyenes first-person shooter játékokból.
| Cím                                       | Fejlesztő, kiadó                         | Kiadási dátum            | Operációs rendszer                                                           | Játékmotor              | Licenc                                           | Jegyzetek                                                                                         |
| ----------------------------------------- | ---------------------------------------- | ------------------------ | ---------------------------------------------------------------------------- | ----------------------- | ------------------------------------------------ | ------------------------------------------------------------------------------------------------- |
| .kkrieger                                 | .theprodukkt                             | 2004                     | Windows                                                                      |                         |                                                  | Az első helyet nyerte meg a 96k nevű játékversenyen Breakpoint-ban 2004 áprilisában.              |
| AssaultCube                               | Rabid Viper Studios                      | 2007                     | Windows, Linux, Mac OS X                                                     | Cube motor              | Zlib licenc (kód), egyéb licencek (média)        | Csapat alapú FPS, a Cube pályaszerkesztőjét tartalmazza. Egy- és többjátékos.                     |
| America’s Army                            | MOVES Institute                          | 2002/07/04               | Windows, 2.5-ös és előtt verziók: Mac OS X (PPC), Linux                      | Unreal engine 2.5       | Proprietary licenc                               | Birtokolja és fejlesztette az Egyesült Államok Kormánya. Többjátékos és edző mód.                 |
| BZFlag                                    | Chris Schoeneman, Tim Riker              | 1993–2007                | Irix, Linux, *BSD, Windows, Mac OS X                                         |                         | LGPL                                             | Tank combat.                                                                                      |
| CodeRED: Alien Arena                      | COR Entertainment, LLC                   | 2004–2008                | Windows, Linux, freeBSD                                                      | CRX Engine id Tech 2    |                                                  | Sci-Fi lövöldözős játék. Egy- és többjátékos.                                                     |
| Combat Arms                               | Nexon                                    | 2008/07/11               | Windows                                                                      | Lithtech                |                                                  | An online multiplayer game where you can modify weapons with scopes, silencer, clips, etc.        |
| Cube                                      | Wouter van Oortmerssen                   |                          | Windows, Linux, FreeBSD, Mac OS X, some Pocket PCs                           | Cube engine             | Zlib license                                     | Quake style multiplayer deathmatch. Single/Multiplayer.                                           |
| The Dinohunters                           | Kuma Reality Games                       | 2006                     | Windows                                                                      | Source Engine           | Proprietary license                              | Also a machinima series. Single/Multiplayer.                                                      |
| Freedoom                                  | Freedoom team                            |                          | Windows, Mac OS X, Linux                                                     | Doom-motor              |                                                  | Egy ingyenes, szabad szoftveres Doom WAD fájl, amit a Doom 1 és 2 helyettesítésére fejlesztenek.  |
| Gore: Special Edition                     | 4D Rulers                                | 2008                     | Windows                                                                      | AMP engine              |                                                  |                                                                                                   |
| Hidden & Dangerous                        | Illusion Softworks, Take-Two Interactive | 1999                     | Windows                                                                      | Insanity Engine         | Proprietary license                              | Released free to promote its sequel, Hidden & Dangerous 2. Single/Multiplayer.                    |
| The Kill Point: Game                      | Kuma Reality Games                       | 2007                     | Windows                                                                      | Source Engine           | Proprietary license                              | Episodic First person shooter Based on the television show The Kill Point.                        |
| Kuma\War                                  | Kuma Reality Games                       | 2004                     | Windows                                                                      | Source Engine           | Proprietary license                              | Tactical episodic shooter. Single/Multiplayer.                                                    |
| Marathon                                  | Bungie Studios                           | 1994–1996                | Apple Macintosh, Linux & PC via AlephOne                                     |                         |                                                  | Released as freeware and source code.                                                             |
| Nexuiz                                    | Alientrap                                | 2005/05/31               | X Window System (running under Linux, UNIX), Windows, Mac OS X 10.4 or newer | DarkPlaces Quake engine | GNU GPL                                          | Quake style deathmatch. Single/Multiplayer.                                                       |
| OpenArena                                 | OpenArena team                           | 2007/07/07               | Windows, Linux, Mac OS X                                                     | ioquake3 id Tech 3      | GNU GPL                                          | Free software content remake of Quake III Arena. Single/Multiplayer.                              |
| Postal²                                   | Running With Scissors                    | 2003                     | Windows, Linux, Mac OS X                                                     | Unreal Engine 2.0       | Proprietary license                              | The multiplayer component of commercial game Postal2STP.                                          |
| Purge                                     | Freeform Interactive                     | 2003/04/15               | Windows                                                                      | Lithtech: Talon engine  | Proprietary license                              | RPG hybrid where you can level up and increase stats by earning experience points.                |
| Rising Eagle: Futuristic Infantry Warfare | Invasion Interactive                     | 2008 April 16 (Freeware) | Windows                                                                      |                         |                                                  | Previously sold online, online multiplayer client is now free.                                    |
| Sauerbraten                               | Wouter van Oortmerssen                   | 2004                     | Windows, Linux, FreeBSD and Mac OS X                                         | Cube 2 engine           | Zlib license (code), Individual licenses (media) | Quake style deathmatch, includes built in level editor. Single/Multiplayer.                       |
| Savage: The Battle for Newerth            | S2 Games                                 | 2003                     | Windows, Linux, Mac OS X (Commercial)                                        | Silverback Engine       |                                                  | Hybrid FPS/RTS with both ranged and melee combat                                                  |
| Shootout the Game                         | Kuma Reality Games, The History Channel  | 2006                     | Windows                                                                      | Source Engine           | Proprietary license                              | With the History Channel TV show. Single/Multiplayer.                                             |
| Starsiege: Tribes                         | Dynamix, Sierra Entertainment            | 2004 (free release)      | Windows                                                                      | Darkstar engine         | Proprietary license                              | Futuristic team based combat, released for free to promote Tribes: Vengeance. Single/Multiplayer. |
| Tremulous                                 | Dark Legion Development                  | 2006                     | Linux, Windows, Mac OS X (Non-official)                                      | ioquake3 id Tech 3      | GPL                                              | Aliens vs Humans multiplayer team combat with some RTS elements.                                  |
| Urban Terror                              | Silicon Ice Development / Frozen Sand    | 2007/04/01               | Linux, Microsoft Windows, Mac OS                                             | ioquake3 id Tech 3      |                                                  | Originally a Quake 3 mod, now a standalone game.                                                  |
| War§ow                                    | War§ow team                              | 2008/01/19               | Windows, Linux and Mac OS X                                                  | Qfusion id Tech 2       | GPL                                              | Quake style deathmatch. Single/Multiplayer.                                                       |
| Wolfenstein: Enemy Territory              | Activision, id, Splash Damage            | 2003/05/29               | Linux, Mac OS X and Windows                                                  | id Tech 3               | Freeware                                         | Former expansion pack turned freeware. WW2 multiplayer team combat                                |
| World of Padman                           |                                          | 2007/04/01               | Linux, Mac OS X and Windows                                                  | ioquake3 id Tech 3      |                                                  | A free Quake 3 like comical FPS game                                                              |

## Ingyenes FPS játékmotorok
| Engine               | Fejlesztő, kiadó       | kiadási dátum | Operációs rendszer                                  | Licence                    | Notes |
| -------------------- | ---------------------- | ------------- | --------------------------------------------------- | -------------------------- | --- |
| Aleph One            |                        | 2000/01/17    | Mac OS, Mac OS X, Windows, Linux, BSD, BeOS, others | GNU General Public License | Aleph One is an open-source project based on the Marathon 2: Durandal code, which was released to the public by Bungie Software. |
| id Tech 1            | id Software            | 1999          | Windows                                             | GNU General Public License | Doom Engine-nek is hívják |
| Quake Engine         | id Software            | 1999/12/21    | Windows                                             | GNU General Public License | |
| id Tech 2            | id Software            | 2001/12/22    | Windows, Linux, Mac OS X                            | GNU General Public License | |
| id Tech 3            | id Software            | 2005/08/19    | Windows, Linux, Mac OS X                            | GNU General Public License | |
| Retribution Engine   | APGSoftware            | 2001          | Windows                                             | GPL                        | Quake stílusú single player játékok és pályák.                                                                                   |
| Cube                 | Wouter van Oortmerssen |               | Windows, Linux, Mac OS X                            | Zlib license               | |
| Sauerbraten (Cube 2) | Wouter van Oortmerssen |               | Windows, Linux, Mac OS X                            | Zlib license               | |